# Mumtaz (actriz)
Mumtaz o Mumtaz Madhvani (de soltera Askari; nacida el 31 de julio de 1947) es una actriz de cine hindi. Ganó un premio Filmfare a la mejor actriz por su personaje en Khilona en 1971. Aunque comenzó con pequeños papeles secundarios, más tarde ascendió en la jerarquía y trabajó con todos los mejores actores de su tiempo, en los papeles principales. Es recordada como una de las mejores y más versátiles actrices y bailarinas, así como un símbolo sexual desde mediados de los sesenta hasta los setenta. Todavía se la reconoce como una diva de su época. Es principalmente  recordada por sus 8 películas de gran éxito junto a Rajesh Khanna.

## Primeros años
Los padres de Mumtaz fueron Abdul Saleem Askari (un vendedor de frutos secos) y Shadi Habib Agha, quien provenía de Mashhad, Irán. Se divorciaron apenas un año después de que ella naciera. Su hermana menor es la actriz Malika, que estaba casada con el luchador y actor indio Randhawa, hermano menor del luchador y actor Dara Singh.

## Carrera

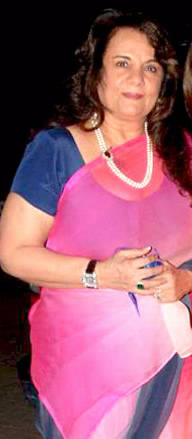
Mumtaz en 2010

Mumtaz apareció como actriz infantil en Sone Ki Chidiya (1958). De adolescente actuó como extra en Vallah Kya Baat Hai, Stree y Sehra a principios de la década de 1960. Como adulta, su primer papel en películas de grado A fue el de la hermana del héroe en Gehra Daag de O. P. Ralhan. Obtuvo pequeños papeles en películas exitosas como Mujhe Jeene Do. Más tarde, consiguió el papel de la heroína principal en 16 películas de acción, incluidas Faulad, Veer Bhimsen, Tarzan Comes to Delhi, Sikandar-E-Azam, Rustom-E-Hind, Raaka y Daku Mangal Singh, con el luchador de estilo libre Dara Singh, y fue etiquetada como una heroína de acrobacias. En las películas que Dara Singh y Mumtaz hicieron juntos, la remuneración de Dara fue de ₹ 450 000 por película y el salario de Mumtaz fue de ₹ 250 000 por película.
Fue necesario el éxito de taquilla Do Raaste (1969) de Raj Khosla, protagonizada por Rajesh Khanna, para finalmente convertir a Mumtaz en una estrella en toda regla. Aunque Mumtaz tuvo un papel menor, el director Khosla filmó cuatro canciones con ella. La película la hizo popular y reconoció que aunque tenía un papel pequeño, seguía siendo una de sus películas favoritas. En 1969, sus películas Do Raaste y Bandhan, con Rajesh Khanna, se convirtieron en las más taquilleras del año, ganando alrededor de ₹ 65 millones y ₹ 28 millones respectivamente. Interpretó a la protagonista de Rajendra Kumar en Tangewala. Shashi Kapoor, que anteriormente se había negado a trabajar con ella en Saccha Jootha porque era una «heroína de las acrobacias», ahora quería que ella fuera su heroína en Chor Machaye Shor (1973). Actuó junto a Dharmendra como la heroína principal en películas como Loafer y Jheel Ke Us Paar (1973).
Ganó el premio Filmfare a la mejor actriz por una de sus películas favoritas, Khilona, en 1970, y estaba «muy feliz de que el público la aceptara en un papel emotivo». Mumtaz actuó con frecuencia con Feroz Khan en éxitos como Mela (1971), Apradh (1972) y Nagin (1976). Su pareja con Rajesh Khanna fue la más exitosa de un total de 10 películas. Dejó el cine después de su película Aaina (1977) para concentrarse en su familia. Regresó 13 años después con su última película Aandhiyan en 1990.

## Filmografía
| Año  | Título                       | Personaje                 | Notas                 |
| ---- | ---------------------------- | ------------------------- | --------------------- |
| 1961 | Stree                        |                           |                       |
| 1962 | Vallah Kya Baat Hai          | Mala – Kelewali           |                       |
| 1963 | Sehra                        | Juhi                      |                       |
| 1963 | Rustom Sohrab                | Shehroo                   |                       |
| 1963 | Mujhe Jeene Do               | Farida – hermana de Dhara |                       |
| 1963 | Gehra Daag                   | Asha                      |                       |
| 1963 | Faulad                       | Rajkumari Padma           |                       |
| 1964 | Veer Bhimsen                 |                           |                       |
| 1964 | Samson                       | Princesa Shera            |                       |
| 1964 | Qawwali Ki Raat              |                           |                       |
| 1964 | Hercules                     |                           |                       |
| 1964 | Baghi                        |                           |                       |
| 1964 | Aandhi Aur Toofan            |                           |                       |
| 1965 | Tarzan                       | Rekha                     |                       |
| 1965 | King Kong                    |                           |                       |
| 1965 | Son of Hatimtai              |                           |                       |
| 1965 | Sikandar-e-Azam              | Cynthia                   |                       |
| 1965 | Rustom-E-Hind                |                           |                       |
| 1965 | Raaka                        |                           |                       |
| 1965 | Mere Sanam                   | Kamini (Kamo)             |                       |
| 1965 | Khandan                      | Neelima                   |                       |
| 1965 | Kaajal                       | Jharna                    |                       |
| 1965 | Jadui Angoothi               |                           |                       |
| 1965 | Hum Diwane                   |                           |                       |
| 1965 | Do Dil                       | Albeli                    |                       |
| 1965 | Boxer                        |                           |                       |
| 1965 | Bahu Beti                    | Savitri                   |                       |
| 1966 | Pyas                         | Sudha                     |                       |
| 1966 | Yeh Raat Phir Na Aayegi      | Reeta                     |                       |
| 1966 | Sawan Ki Ghata               | Saloni                    |                       |
| 1966 | Saaz Aur Awaaz               |                           |                       |
| 1966 | Rustom Kaun                  |                           |                       |
| 1966 | Pyar Kiye Jaa                | Meena Priyadarshini       |                       |
| 1966 | Pati Patni                   | Kala                      |                       |
| 1966 | Ladka Ladki                  | Asha                      |                       |
| 1966 | Jawan Mard                   |                           |                       |
| 1966 | Daku Mangal Singh            | Princesa Aruna            |                       |
| 1966 | Daadi Maa                    | Seema                     |                       |
| 1966 | Suraj                        | Kalavati                  |                       |
| 1967 | Woh Koi Aur Hoga             | Seema                     |                       |
| 1967 | Ram Aur Shyam                | Shanta                    |                       |
| 1967 | Patthar Ke Sanam             | Meena                     |                       |
| 1967 | Hamraaz                      | Shabnam                   |                       |
| 1967 | Do Dushman                   |                           |                       |
| 1967 | CID 909                      | Reshma                    |                       |
| 1967 | Chandan Ka Palna             | Sadhana                   |                       |
| 1967 | Boond Jo Ban Gayee Moti      | Shefali                   |                       |
| 1967 | Baghdad Ki Raatein           |                           |                       |
| 1967 | Aag                          | Paro                      |                       |
| 1968 | Mere Hamdam Mere Dost        | Meena                     |                       |
| 1968 | Jung Aur Aman                |                           |                       |
| 1968 | Jahan Mile Dharti Akash      |                           |                       |
| 1968 | Golden Eyes Secret Agent 077 |                           |                       |
| 1968 | Gauri                        | Geeta                     |                       |
| 1968 | Brahmachari                  | Roopa Sharma              |                       |
| 1968 | Apna Ghar Apni Kahani        |                           |                       |
| 1969 | Shart                        | Sapna Singh               |                       |
| 1969 | Mera Yaar Mera Dushman       |                           |                       |
| 1969 | Mera Dost                    |                           |                       |
| 1969 | Jigri Dost                   | Shobha Das                |                       |
| 1969 | Do Raaste                    | Reena                     |                       |
| 1969 | Bandhan                      | Gauri Malikram            |                       |
| 1969 | Apna Khoon Apna Dushman      |                           |                       |
| 1969 | Aadmi Aur Insaan             | Rita                      |                       |
| 1970 | Sachaa Jhutha                | Meena/Rita                |                       |
| 1970 | Pardesi                      | Myna                      |                       |
| 1970 | Khilona                      | Chand                     |                       |
| 1970 | Humjoli                      | Meena                     | Aparición especial    |
| 1970 | Himmat                       | Malti                     |                       |
| 1970 | Ek Nanhi Munni Ladki Thi     |                           |                       |
| 1970 | Bhai Bhai                    | Bijli                     |                       |
| 1970 | Maa Aur Mamta                | Mary                      |                       |
| 1971 | Mela                         | Laajo                     |                       |
| 1971 | Ladki Pasand Hai             |                           |                       |
| 1971 | Kathputli                    | Nisha                     |                       |
| 1971 | Ek Nari Ek Brahmachari       | Meena                     |                       |
| 1971 | Chaahat                      | Sheela                    |                       |
| 1971 | Upaasna                      | Shalu (también Kiran)     |                       |
| 1971 | Tere Mere Sapne              | Nisha Patel/Nisha Kumar   |                       |
| 1971 | Hare Rama Hare Krishna       | Shanti                    |                       |
| 1971 | Dushman                      | Phoolmati                 |                       |
| 1972 | Tangewala                    | Paro/Chandika             |                       |
| 1972 | Shararat                     | Radha/Meeta               |                       |
| 1972 | Pyaar Diwana                 | Mamta                     |                       |
| 1972 | Gomti Ke Kinare              | Roshni                    |                       |
| 1972 | Dharkan                      | Rekha Prasad              |                       |
| 1972 | Apradh                       | Meena/Rita                |                       |
| 1972 | Apna Desh                    | Chanda/Madame Popololita  |                       |
| 1972 | Roop Tera Mastana            | Princesa Usha/Kiran       | Doble papel           |
| 1973 | Pyaar Ka Rishta              |                           |                       |
| 1973 | Bandhe Haath                 | Mala                      |                       |
| 1973 | Loafer                       | Anju                      |                       |
| 1973 | Jheel Ke Us Paar             | Neelu                     |                       |
| 1974 | Chor Machaye Shor            | Rekha                     |                       |
| 1974 | Aap Ki Kasam                 | Sunita                    |                       |
| 1974 | Roti                         | Bijli                     |                       |
| 1975 | Prem Kahani                  | Kamini                    |                       |
| 1975 | Lafange                      | Sapna                     |                       |
| 1975 | Aag Aur Toofan               |                           |                       |
| 1976 | Nagin                        | Rajkumari                 |                       |
| 1977 | Aaina                        | Shalini                   |                       |
| 1990 | Aandhiyan                    | Shakuntala                |                       |
| 2010 | 1 a Minute                   | Ella misma                | Película de docudrama |